# Earl Campbell
Earl Christian Campbell (* 29. März 1955 in Tyler, Texas), auch The Tyler Rose genannt, ist ein ehemaliger US-amerikanischer American-Football-Spieler auf der Position des Runningbacks.
Campbell spielte an der University of Texas für die Longhorns und wurde 1978 im NFL Draft an erster Stelle von den Houston Oilers ausgewählt. Dort verbrachte er die meiste und erfolgreichste Zeit seiner Karriere und gewann dabei viele wichtige individuelle Auszeichnungen. Danach wechselte er zu den New Orleans Saints und beendete dort nach einem Jahr seine Karriere. Durch seine Karriere im Football hat er viele Verletzungen erlitten, unter denen er noch lange Zeit nach seiner aktiven Karriere leidet.

## College
Ab 1974 besuchte Campbell die University of Texas in Austin. Dort wurde er direkt in seinem ersten Jahr mit anderen Neulingen wie Raymond Clayborn (später New England Patriots) in das Footballteam aufgenommen. Unter Coach Darrell Royal absolvierte er sein erstes Spiel am 14. September 1974 vor eigenem Publikum und besiegte die Boston College Eagles mit 42:19. In seinem Debüt wie auch in den folgenden Spielen zeigte er gute Leistungen und erlief bis zum Ende der regulären Saison einen Raumgewinn von 928 Yards. Daher wurde er zum Newcomer of the Year der 1996 aufgelösten Southwest Conference gewählt. Auch in seinem zweiten Jahr bei den Longhorns blieb er weiter erfolgreich und erreichte durch seine Läufe noch mehr Raumgewinn (1118 Yards) als zuvor. Am Ende der Saison wurden die Longhorns zusammen mit den Texas A&M Aggies Meister der Southwest Conference und hatten den Bluebonnet Bowl gewonnen. Campbells Jahr als Junior verlief weniger erfolgreich, da er auf Grund einer Verletzung insgesamt vier Spiele verpasste und nicht mehr an seine vorherigen Leistungen anknüpfen konnte. Das schien auch den Rest des Teams beeinflussen, das auch weniger erfolgreichen Football spielte. Diese Misserfolge brachten auch Trainer Darrell Royal in Schwierigkeiten und führten zu seiner Entlassung als Trainer der Longhorns. Royals Nachfolger wurde Fred Akers, der von der University of Wyoming kam. Unter ihm startete Campbell mit Longhorns gut in die Saison. Am Ende der regulären Saison hatten die Longhorns alle Spiele gewonnen, darunter das Match gegen den Erzrivalen die Aggies, welches landesweit im Fernsehen übertragen wurde. Somit waren die Longhorns Meister ihrer Conference und nahmen am Cotton Bowl Classic teil. Dort unterlagen sie den Notre Dame Fighting Irish mit 10:38. Earl gewann am Ende der Saison mit großem Vorsprung vor dem zweitplatzierten Terry Miller die Heisman Trophy.

## NFL

### Houston Oilers
Am 24. April 1978 tauschten die Houston Oilers Jimmie Giles und die Rechte an vier Draftpicks mit den Tampa Bay Buccaneers gegen den zukünftigen Nummer Eins Pick. Dieser war Earl Campbell, da die Oilers ihn an dieser Stelle des Drafts auswählten. Als Nummer Eins Pick konnte Campbell die Erwartungen, die an ihn gestellt wurden, sogar übertreffen. Der Runningback führte die Oilers zusammen mit Quarterback Dan Pastorini souverän ins AFC Championship Game. Dieses verloren die Oilers um Campbell deutlich mit 5:34 gegen die Pittsburgh Steelers und verpassten somit den Super Bowl nur knapp. Trotz des Ausscheidens hatte Campbell in der gesamten Saison außergewöhnliche Leistungen gezeigt und führte die NFL sogar als erster Rookie überhaupt in Rushing Yards (1450) an. Daher wurde er zum All-Pro und zum NFL Offensive Rookie of the Year gewählt. Diese Leistungen konnte Campbell auch in der folgenden Saison bestätigen. Durch seine Läufe erzielte er noch mehr Raumgewinn als zuvor und wurde am Ende der regulären Saison sogar zum offiziell wertvollsten Spieler der NFL (MVP) gewählt. Doch in den Play-offs schwächelten sowohl Campbell als auch die Oilers, die mit viel Glück erneut das AFC Championship Game erreichten. Gegner dort war erneut der ewige Divisionrivale aus Pittsburgh. Diesmal schlug sich die Mannschaft zwar besser als im Jahr zuvor, aber konnte die Steelers um Superstar Terry Bradshaw dennoch nicht besiegen. In seinem dritten Jahr als Profi wurde Campbell erneut zum besten Offensivspieler der Liga und konnte erneut durch seine Läufe den größten Raumgewinn erzielen. Aber in der Postseason versagten die Oilers erneut und konnten nicht den Super Bowl erreichen, da sie im AFC Wild Card Game am späteren Sieger, den Oakland Raiders um Superstar Jim Plunkett scheiterten. Daher entschied der damalige Besitzer der Franchise, Bud Adams, Bum Phillips als Trainer der Oilers zu entlassen. Daher versanken die Oilers etwas im Chaos und verpassten erstmals seit drei Jahren wieder die Play-offs. Daran konnten auch Campbells erneut außergewöhnlichen Leistungen nichts ändern. Mit dem Ende der Luv Ya Blue Ära schien auch Campbells erfolgreiche Zeit zu Ende zu gehen. Denn in den folgenden drei Jahren konnte Campbell nur noch einmal mehr als 1000 Yards Raumgewinn erlaufen und auch nicht mehr die Play-offs mit den Oilers erreichen.

### New Orleans Saints
Während der Saison 1984 wurde Campbell überraschend zu den New Orleans Saints getradet. Dort traf er zunächst auf seinen alten Trainer aus Houston, Bum Phillips. In New Orleans wurde Campbell aber nicht glücklich. Als Runningback bestritt er nur acht Spiele, da er seinen Konkurrenten auf dieser Position, George Rogers, nicht verdrängen konnte. Insgesamt lief es auch für die Saints nicht, da sie in dieser Spielzeit die Play-offs verpassten. In der darauf folgenden Preseason verletzte sich Campbell und beendete, nachdem Phillips als Trainer entlassen wurde, endgültig seine Karriere.

## Wirken nach dem Football
Nachdem Campbell seine Footballkarriere beendet hatte, arbeitete er zunächst an seiner Alma Mater, der University of Texas. Für seine ehemalige Universität war er zunächst als Botschafter und Mentor für neue Athleten zuständig.
Im Jahre 1990 gründete Campbell eine eigene Firma, die Earl Campbell Meat Products, Inc. Diese Firma produziert und verkauft Würstchen und Grillsaucen. Produziert werden die Produkte inzwischen von J Bar B Foods, deren Sitz in Waelder, Texas ist.